# Richard Festinger
Richard Festinger   (1 de març de 1948) és un compositor, pianista i professor nord-americà.
Va dirigir el conjunt de música de cambra Earplay. Al començament de la seva carrera, Festinger va tocar la guitarra i va fer una gira amb la cantant Joan Baez, fins i tot al festival de Woodstock. Poc després va tocar jazz, i a partir de 1972, va començar a desenvolupar un interès creixent per la música clàssica i la composició.

## Enregistraments
- Música de Richard Festinger. New Millenium Ensemble. Bridge Records 9245
- Richard Festinger: Tapissos i altres obres. Laurel Trio, Earplay, Curtis Macomber. Nou Món/CRI NWCR832
- Una serenata per a sis. New Millenium Ensemble. Nou Món/CRI NWCR772
- Septet, el conjunt Earplay, Centaur CD 2274
- Tríptic, Samuel Baron, flauta, LP de vinil de Contemporary Recording Studios CRS 8738
- Diversos temes, Joan Baez, One Day at a Time, Vanguard Records
- Live at Pangea, volums I i II, Independent Records, San Rafael, CA, LPs de vinil